# Заднепровский, Александр Михайлович
Александр (Лесь) Михайлович Заднепровский (укр. Олександр Михайлович Задніпровський; 12 июня 1953, Киев, Украинская ССР, СССР) — советский и украинский актёр театра и кино. Народный артист Украины (1998).

## Биография
Родился 12 июня 1953 года.
В 1975 году окончил актерский факультет КНУТКТ им. И. К. Карпенка-Карого, курс нар. арт. Украины профессора А. Н. Скибенка.
Актёр Национального академического драматического театра имени Ивана Франко.

## Семья
- Отец — Заднепровский, Михаил Александрович (1924—1980), народный артист УССР
- Мать — Ткаченко, Юлия Семёновна (1928—2008), народная артистка Украины.
- Супруга — Зоя Сивач, актриса Киевского ТЮЗа
- Сын — Заднепровский, Назар Александрович (р. 1975), народный артист Украины

## Театр

### Национальный драматический театр имени Ивана Франко
1. Гайвай — «Гибель эскадры», Корнейчук;
2. Огнев — «Фронт», Корнейчук;
3. Командор — «Каменный властелин», Леся Украинка;
4. Мазепа — «Мазепа», Ю.Словацкий;
5. Блэз — «Блэз», Клод Манье;
6. Дон Алонсо — «С любовью не шутят», П.Кальдерон;
7. Дорошенко — «Гетман Дорошенко», Л.Старицкая-Черняховская;
8. Генри II — « Я, Генри II», Дж. Голдмен;
9. Нельсон — «Леди и Адмирал», Т.Реттиган;
10. Болвел — «Виват, Королева», Р.Болт;
11. Тургенев — «Лев и львица», Ирэна Коваль;
12. Лаврентий — «Кайдашева семья», Иван Нечуй-Левицкий (2007, реж. Петр Ильченко);
13. Лепле — «Эдит Пиаф. Жизнь в кредит», Юрий Рыбчинский (2008, реж. Игорь Афанасьев);
14. Фома — «Назар Стодоля», Т.Шевченко (2009, реж. Юрий Кочевенко);
15. Рыкун, Французский Адмирал, Маршал Лефевр — «Урус-шайтан», Игорь Афанасьев (2010, реж. Игорь Афанасьев);
16. Фредерик Леметр — «Фредерик, или Бульвар преступлений», Э.Шмитт (2011, реж. Юрий Кочевенко);
17. Петр Сорин — «Чайка», А. П. Чехов (2013, реж. Валентин Козьменко-Делинде);
18. Майор — «Дамы и гусары», Александр Фредро (2013, реж. Юрий Одинокий).

## Фильмография
1. 1962 — Никогда — мальчишка
2. 1977 — Рождённая революцией — Ходаков
3. 1979 — Расколотое небо — английский летчик
4. 1980 — Мужество — секретарь комсомола
5. 1980 — Овод — Джеймс Бертон
6. 1981 — Последний гейм — Стас Оленич
7. 1985 — Кармелюк — Петро
8. 1988 — Искусство нравиться женщинам — Марк Юрьевич
9. 1988 — Каменная душа
10. 1991 — Казаки идут — Стас Мальчевски
11. 1992 — Четыре листа фанеры
12. 1993 — Заложники страха — господин Мэр
13. 1995 — Дорога на Сечь — Потоцкий
14. 1998 — Улыбка зверя — Мэр
15. 2004 — Небо в горошек — Григорий Демидович
16. 2004 — Торгаши — отец Милы
17. 2005 — Возвращение Мухтара 2 (серия «Младенец»)
18. 2005 — Новогодний киллер
19. 2006 — Кактус и Елена — Рабинович Иван Ильич
20. 2006 — Утёсов. Песня длиною в жизнь — Бороданов
21. 2011 — Возвращение Мухтара 7 — Бесчастных (серия «Злоумышленник»)
22. 2012 — Генеральская сноха — Алексей Фёдорович Федоров
23. 2012 — Менты. Тайны большого города — торговец живым товаром
24. 2012 — Полёт бабочки — клиент
25. 2012 — Порох и дробь — Старкевич
26. 2013 — Сваты 6 — Михаил Молчанов, отец Жеки
27. 2013 — Иван Сила — генерал
28. 2014 — Киевский торт
29. 2015 — Бессмертник — Анатолий Панин, глава фирмы «Пан-косметик»
30. 2015 — Последний янычар — Селим IV

### Анимационное кино, озвучивание
1. 2011 — Тачки 2 — Финн МакМисл (украинский дубляж)

## Награды и признание
- 1995 — Заслуженный артист Украины[1]
- 1998 — Народный артист Украины[2]
- 2010 — Орден князя Ярослава Мудрого V степени[3]
- 2020 — Орден князя Ярослава Мудрого IV степени[4]
- 2025 — Орден князя Ярослава Мудрого IIІ степени[5]